# Fakira
Phakira (en népalais : फकिरा) est un comité de développement villageois du Népal situé dans le district de Saptari. Au recensement de 2011, il comptait 5 477 habitants.